# Bicholim
Bicholim è una città dell'India di 14.913 abitanti, situata nel distretto di Goa Nord, nello territorio federato di Goa. In base al numero di abitanti la città rientra nella classe IV (da 10.000 a 19.999 persone).

## Geografia fisica
La città è situata a 15° 35' 60 N e 73° 57' 0 E e ha un'altitudine di 21 m s.l.m..

## Società

### Evoluzione demografica
Al censimento del 2001 la popolazione di Bicholim assommava a 14.913 persone, delle quali 7.707 maschi e 7.206 femmine. I bambini di età inferiore o uguale ai sei anni assommavano a 1.502, dei quali 775 maschi e 727 femmine. Infine, coloro che erano in grado di saper almeno leggere e scrivere erano 11.909, dei quali 6.484 maschi e 5.425 femmine.